# 国家賠償請求権
国家賠償請求権（こっかばいしょうせいきゅうけん）とは、公務員の不法行為により、損害を受けたときに、国または公共団体に、その賠償を求めることができる権利。

## 概説
近代国家が成立した当初、一般には主権者免責と呼ばれる国家無責任の原理が支配的であり、国の不法行為責任は否定されていた。
ただ、不法行為の実際の行為者たる公務員個人の民事責任は認められていた。イギリスでは、公務員に対する法的責任の追及は一般市民に対するのと同じ裁判所で民事上の不法行為制度によって処理されていた。また、ドイツやフランスでは、一定の要件のもとで公務員の民事責任が古くから認められていた。
しかし、行政活動に起因する損害の賠償を、公務員個人の責任にとどめることは、賠償能力などの点から限界に突き当たる。国の活動領域の拡大に伴い、市民に損害を与える機会も必然的に増大するため、国家無責任の原則を貫くことは困難になる。
19世紀末以後、ドイツやフランスなどの国々で、立法上あるいは判例上で国の賠償責任が認められるにいたったが、その内容は各国によって一様ではない。
ドイツでは国が私経済的活動を営む場合には民法上の使用者責任等の規定が国庫に適用されるとしていたが、国の責任はあくまでも公務員個人の民事責任の肩代わり（代位責任）にすぎず、公権力を行使する場合の国の賠償責任については否定的であった。国の賠償責任はヴァイマル憲法131条によってはじめて一般的に認められるようになった。
アメリカやイギリスでは「国王は悪をなしえず」の伝統が第二次世界大戦の頃まで続いていたが、アメリカでは1946年の連邦不法行為請求法、イギリスでは1947年の国王訴追法で国の不法行為責任が原則的には承認されることとなった。ただしアメリカにおいては、 国家無答責の原則 が現在でも妥当し、法律により連邦政府及び州政府が棄権した場合のみ、国家賠償が認められる。また、州に対しては憲法修正第11条で、連邦裁判所での主権免除を明文化している。

## 日本

### 大日本帝国憲法（明治憲法）
大日本帝国憲法（明治憲法）には国の賠償責任について定めた規定は存在せず、国の賠償責任について一般的に認めた法律もなかった。行政裁判所は損害賠償の訴えを受理しなかった（行政裁判法16条）。
ただ、判例法上、国の私経済的活動に関しては早くから民法の適用を認めて国の賠償責任が肯定され、その後、公の営造物の設置・管理の瑕疵による損害についても民法717条を適用して国の賠償責任が認められるようになった（徳島市立小学校遊動円木事件、大判大正5・6・1民録22輯1088頁）。さらに、非権力的作用についても、民法715条などの適用により国や公共団体の賠償責任を認めるにいたった。
しかし、権力的行政作用については、国の責任は一貫して否定されていた。また、公務員個人の民事責任も、職務行為としてなされたものである限りは、たとえ故意・過失があっても、一般的には否定された。

### 日本国憲法
国家賠償請求権は、日本国憲法では17条で定められている。
日本国憲法第17条は、内閣草案にはなく、衆議院における修正によって付け加えられた条項であり、従来は認められてこなかった権力的作用の場合の国の賠償責任を認めたところに積極的な意義を有する。

#### 法的性格
憲法第17条は「法律の定めるところにより」損害賠償を請求しうると明記しているように、国家賠償の具体的要件や範囲について基本的には国会の立法裁量に委ねている。したがって、直接本条に基づいて具体的な請求権が発生するとは解しえないことから、本条は保障する国家賠償請求権について法律による具体化を予定するプログラム規定と解するのが通説である（プログラム規定説）。
しかし、憲法第17条は、立法府に対して本条の保障する権利の具体化を義務づけるものであり、立法府がそれを怠った場合、その立法不作為は違憲となるはずであるから本条の法規範性を全く否定することはできない。また、立法にあたっては、賠償責任の原則を前提としつつ、公務員のどのような行為によって、いかなる要件の下に責任を負うかという判断を立法府の政策判断に委ねたものであり、立法府に無制限の裁量権を付与したものではない。本条は、法律に対して白紙委任を定めているわけではないから、法律によって無条件に国の賠償責任を否定するなど、本条の趣旨を没却するようなものであるときは違憲無効になるものと解されている。そのため抽象的権利を定めたものとみる方が適切であるとする見解がある。
過去の最高裁の判例では、書留郵便物や特別送達郵便物について、郵便業務従事者の故意または重大な過失によって損害が生じた場合にも、不法行為に基づく国の損害賠償責任を免除・制限していた旧郵便法の規定を憲法17条に違反し無効とした判例がある（郵便法事件、最大判平成14・9・11民集第56巻7号1439頁）。

#### 法律による具体化
憲法第17条を具体化する法律として国家賠償法（昭和22年10月27日法律第125号）がある。国家賠償法は、直接には、権力的作用に基づく場合（国家賠償法第1条）と営造物の設置・管理の瑕疵に基づく場合（国家賠償法第2条）についてのみ定め、その他の場合は民法によることとし（国家賠償法第4条）、また、民法以外に特別法の定めがあるときはそれによるとしている（国家賠償法第5条）。